# Tüvasaş
Türkiye Vagon Sanayi A. Ş. (TÜVASAŞ) ist eine türkische Aktiengesellschaft, die Eisenbahnfahrzeuge und deren Komponenten herstellt. Tüvasaş ist für die Wartung und Renovierung der Personenzüge der Türkiye Cumhuriyeti Devlet Demiryolları (TCDD), der staatlichen Eisenbahngesellschaft, verantwortlich. Das Unternehmen exportiert nach Pakistan, Bangladesch, Bulgarien und in den Irak.

## Geschichte
Die Tüvasaş wurde 1951 als Vagon Tamir Atölyesi, also Waggonreparaturwerkstatt, gegründet und war für die Reparatur von TCDD-Waggons zuständig. Ab 1961 produzierte die Firma in der Fabrik in Adapazarı Reisezugwagen. Ab 1976 stellte sie in Kooperation mit Alstom auch elektrisch betriebene S-Bahnen her. 1985 erhielt das Unternehmen seinen heutigen Namen.

## Organisation
Die Zentrale des Unternehmens befindet sich in Adapazarı. Auf knapp 80.000 m2 können hier pro Jahr 85 Wagen gebaut und 600 repariert werden. Tüvasaş hat heute ca. 1200 Mitarbeiter (Stand: September 2011). Seit 2003 ist İbrahim Ertiryaki der Generaldirektor und Vorsitzender des Vorstands.

## Produkte
Das Unternehmen produziert, repariert und überholt Reisezugwagen des Nah- und Fernverkehrs (Abteilwagen, Großraumwagen, Schlafwagen), Elektro- und Dieseltriebwagen sowie Straßenbahnen, Fahrzeugkomponenten und Drehgestelle.
Seit 2011 baut Tüvasaş den ersten Dieseltriebwagen der Türkei. Der Zug ist das Ergebnis einer Kooperation mit Hyundai Rotem.
1990 präsentierte das Unternehmen auf der Handelsmesse in Izmir den Prototyp eines Automobils mit dem Markennamen Marti. Dies war ein Kleinwagen. Die offene Karosserie bot Platz für drei Personen. Ein Elektromotor trieb das Fahrzeug an.